# Ingo Warnke
Ingo Warnke (* 1942 in Pommern (damals Westpreußen)) ist gemeinsam mit seiner damaligen Ehefrau Irene Warnke einer der Gründer des Vereins Release Berlin e. V., der später in der Stiftung Synanon aufging.
Im Jahr 1949 in Westdeutschland angekommen, machte Warnke sein Abitur 1962 in Nordhessen. Danach begann er ein Studium der Psychologie an der FU Berlin, unterbrach es aber wegen seiner Drogenabhängigkeit. Wegen der Kriminalisierung von Drogenabhängigen und aus Angst vor dem Drogentod flüchtete er mit seiner ebenfalls abhängigen Frau zu deren Eltern nach Hagen. Alsbald schlossen sich beide Release Heidelberg an und lebten dort in einer Hausgemeinschaft. Beeinflusst vom Bericht des amerikanischen Soziologen Lewis Yablonsky über Synanon, forderten sie für das untere Geschoss des Hauses Drogenfreiheit, was zur Spaltung der Heidelberger-Release Gruppe führte, die ursprünglich den Drogenkonsum akzeptiert hatte. Die Warnkes kehrten daraufhin nach Berlin zurück, gründeten 1971, nun drogenabstinent, gemeinsam mit drei weiteren Ex-Usern Release Berlin e. V., daraus wurde 1975 Synanon International und schließlich 1999 die Stiftung Synanon. Ein Jahr darauf mussten Ingo und Irene Warnke Synanon verlassen, wo sie Führungspositionen innehatten, weil organisatorische und kaufmännische Fehlentscheidungen die Existenz der Organisation gefährdet hatten.
Ingo Warnke wurde 1986 mit dem Bundesverdienstkreuz und 1987 mit dem Verdienstorden des Landes Berlin ausgezeichnet.